# 전계대원군 묘 및 신도비
전계대원군 묘 및 신도비는 대한민국 경기도 포천시에 있는 조선 철종의 생부 전계대원군 이광과 그 본부인 완양부대부인 전주최씨 및 가족의 묘역이다. 왕방산 중턱이고 오지재고개 동쪽 1.9km 지점에 있다. 전계대원군과 완양부대부인 최씨 묘소와 그 아래 용성부대부인 염씨, 회평군, 영평군, 청안군, 풍선군 등의 묘역과 전계대원군 신도비, 회평군, 영평군의 비석 등이 조성되어 있다. 인근에는 선단초등학교가 있다. 1986년 4월 9일 포천시의 향토유적 제1호로 지정되었다.

## 개요
전계대원군 이광은 사도장헌세자의 서자인 은언군의 서자로, 은언군의 소실 전산군부인 전주이씨의 소생이다. 생전에 아버지 은언군이 홍국영 등의 상계군 추대의혹, 부인 상산군부인 송씨와 며느리 상계군부인 신씨의 천주교 귀의 관련으로 역적으로 지목된데다가, 이광은 은언군의 첩이 낳은 서자였으므로 생전에 작위를 받지 못했고, 왕족으로서의 대우도 받지 못했다. 전계대원군은 철종이 순조의 양자 자격으로 조선 국왕으로 즉위한 뒤에, 상계군, 풍계군의 군호 돌림을 따라 전계군으로 추봉되었다가, 다시 덕흥대원군과 정원대원군의 전례에 따라 대원군으로 증작되었다.
전계대원군 이광은 사후 바로 경기도 양주군 신혈면 진관리(현 서울특별시 은평구 진관동) 은언군의 묘 아래인 해좌원에 예장하였다가 다시 강화군으로 이장되었으며, 선원보략에 의하면 이후 또다시 여주(廳州)로 이장되었다고 한다. 철종이 즉위하고 1856년(철종 7년) 3월 26일 경기도 포천군 주내면 선단리(현 포천시 선단동) 산11번지 해룡산 임좌에 이장하였다. 신도비 비문은 홍문관과 예문관 대제학이던 조두순이 썼고, 묘비문은 영중추부사 김좌근의 글씨로, 영돈녕부사인 김문근이 새겨 넣었다.
전계대원군과 완양부대부인 묘소가 조성된 이래 그의 가족 묘소를 옮겨오거나 새로 조성하여 묘역이 형성되었다. 뒤에 근처 왕방산에 있던 회평군 이명의 묘소를 전계대원군 내외 묘소 근처로 이장했고, 철종의 생모 용성부대부인 염씨 묘소는 전계대원군과 완양부대부인 묘소 바로 아래에 조성하였으며, 영평군 이경응, 청안군 이재순, 풍선군 이한용 등의 묘소가 조성되었다.
근처에는 전계대원군 묘 동쪽으로 선단초등학교와 경기도 동두천시 방향으로 뻗은 도로가 있다. 전계대원군 묘소 바로 뒤쪽 서북쪽 방향으로 몇 기의 묘가 조성되어 있다. 전계대원군 묘소 서쪽 1.9km 지점에는 오지재고개가 있다.

### 자손 납골 묘역
2020년 이후 전계대원군 묘소 인근에 흩어져 있던 전계궁가 자손들의 묘소와 다른 지역에 있던 다른 자손들의 묘소를 이장, 화장하여 옛 영평군 이경응의 묘소가 있던 자리 근처에 원형 납골묘 형태로 안치하였다. 납골묘역 중심으로 중간 부분에 상석이 있고, 납골묘역군 앞면에 무명의 토장묘 2기가 더 있다. 묘비군은 각각 전계대원군 사당 옆의 정원으로 옮겨졌다.

## 같이 보기
- 누동궁
- 전계대원군
- 조선 철종